# ناکس همه‌فن‌حریف
| بررسی انتقادی            | بررسی انتقادی |
| منبع                     | رتبه‌بندی      |
| ------------------------ | ------------- |
| آل‌میوزیک                 | [ ۲ ]         |
| دانشنامه موسیقی عامه‌پسند | [ ۳ ]         |
| انترتینمنت ویکلی         | آ−            |
| توسان ویکلی              | [ ۱ ]         |

ناکس همه‌فن‌حریف (به انگلیسی: Jerk of All Trades) سومین آلبوم استودیویی از از گروهٔ موسیقی پانک راک آمریکایی لوناچیکس می‌باشد که در سال ۱۹۹۵ از سوی گو-کارت منتشر گردید.